# Tomáš Fleischmann
Pour les articles homonymes, voir Fleischmann (homonymie).
Tomáš Fleischmann (né le 16 mai 1984 à Kopřivnice en Tchécoslovaquie, aujourd'hui ville de République tchèque) est un joueur professionnel tchèque de hockey sur glace. Il évolue au poste d'ailier gauche.

## Biographie

### Carrière en club
Après avoir évolué avec le HC Vítkovice junior en République tchèque, il se voit être réclamé en deuxième ronde par les Red Wings de Détroit lors du repêchage de la Ligue nationale de hockey de 2002.
Il rejoint pour la saison suivante les Warriors de Moose Jaw de la Ligue de hockey de l'Ouest avec lesquels il évolue durant deux saisons. Au cours de sa dernière année junior en 2003-2004, les Red Wings l'échangent aux Capitals de Washington en retour de Robert Lang. Devenant joueur professionnel l'année suivante, il rejoint alors le club affilié aux Caps dans la Ligue américaine de hockey, les Pirates de Portland. Depuis la saison 2005-2006, il partage son temps de jeu entre les Capitals et leur nouveau club-école, les Bears de Hershey. Le 30 novembre 2010, il est échangé à l'Avalanche du Colorado en retour de Scott Hannan. Le 1er juillet 2011, il signe en tant qu'agent libre un contrat de 4 ans avec les Panthers de la Floride.
Le 28 février 2015, il est échangé aux Ducks d'Anaheim contre Dany Heatley et un choix de troisième tour au repêchage d'entrée dans la LNH 2015.
Le 4 octobre 2015, il signe un contrat d'une valeur de 750 000 $ pour un an avec les Canadiens de Montréal. Son passage à Montréal a duré moins d'une saison entière puisqu'il rejoint les Blackhawks de Chicago en février 2016 avec son coéquipier Dale Weise.

### Carrière internationale
Au niveau international, il représente la République tchèque lors des championnats mondiaux junior de 2003 et 2004, il participe également au championnat du monde de 2008.

## Statistiques

### Statistiques en club
| Saison     | Équipe                 | Ligue        |     | Saison régulière | Saison régulière | Saison régulière | Saison régulière | Saison régulière |    | Séries éliminatoires | Séries éliminatoires | Séries éliminatoires | Séries éliminatoires | Séries éliminatoires |
| Saison     | Équipe                 | Ligue        | PJ  | B                | A                | Pts              | Pun              | PJ               | B  | A                    | Pts                  | Pun                  |                      |                      |
| 2000-2001  | HC Vítkovice jr        | Rep. Tch. jr | 21  | 4                | 9                | 13               | 8                | -                | -  | -                    | -                    | -                    |                      |                      |
| 2001-2002  | HC Vítkovice Jr        | Rep. tch. jr | 46  | 26               | 35               | 51               | 16               | -                | -  | -                    | -                    | -                    |                      |                      |
| 2002-2003  | Warriors de Moose Jaw  | LHOu         | 65  | 21               | 50               | 71               | 36               | 12               | 4  | 11                   | 15                   | 6                    |                      |                      |
| 2003-2004  | Warriors de Moose Jaw  | LHOu         | 60  | 33               | 42               | 75               | 32               | 10               | 3  | 4                    | 7                    | 10                   |                      |                      |
| 2004-2005  | Pirates de Portland    | LAH          | 53  | 7                | 12               | 19               | 14               | -                | -  | -                    | -                    | -                    |                      |                      |
| 2005-2006  | Capitals de Washington | LNH          | 14  | 0                | 2                | 2                | 0                | -                | -  | -                    | -                    | -                    |                      |                      |
| 2005-2006  | Bears de Hershey       | LAH          | 57  | 30               | 33               | 63               | 32               | 20               | 11 | 21                   | 32                   | 15                   |                      |                      |
| 2006-2007  | Capitals de Washington | LNH          | 29  | 4                | 4                | 8                | 8                | -                | -  | -                    | -                    | -                    |                      |                      |
| 2006-2007  | Bears de Hershey       | LAH          | 45  | 22               | 29               | 51               | 22               | 19               | 5  | 16                   | 21                   | 10                   |                      |                      |
| 2007-2008  | Capitals de Washington | LNH          | 75  | 10               | 20               | 30               | 18               | 2                | 0  | 0                    | 0                    | 0                    |                      |                      |
| 2008-2009  | Capitals de Washington | LNH          | 73  | 19               | 18               | 37               | 20               | 14               | 3  | 1                    | 4                    | 4                    |                      |                      |
| 2009-2010  | Capitals de Washington | LNH          | 69  | 23               | 28               | 51               | 28               | 6                | 0  | 1                    | 1                    | 6                    |                      |                      |
| 2010-2011  | Capitals de Washington | LNH          | 23  | 4                | 6                | 10               | 10               | -                | -  | -                    | -                    | -                    |                      |                      |
| 2010-2011  | Avalanche du Colorado  | LNH          | 22  | 8                | 13               | 21               | 8                | -                | -  | -                    | -                    | -                    |                      |                      |
| 2011-2012  | Panthers de la Floride | LNH          | 82  | 27               | 34               | 61               | 26               | 7                | 1  | 2                    | 3                    | 2                    |                      |                      |
| 2012-2013  | Panthers de la Floride | LNH          | 48  | 12               | 23               | 35               | 16               | -                | -  | -                    | -                    | -                    |                      |                      |
| 2013-2014  | Panthers de la Floride | LNH          | 80  | 8                | 20               | 28               | 22               | -                | -  | -                    | -                    | -                    |                      |                      |
| 2014-2015  | Panthers de la Floride | LNH          | 52  | 7                | 14               | 21               | 8                | -                | -  | -                    | -                    | -                    |                      |                      |
| 2014-2015  | Ducks d'Anaheim        | LNH          | 14  | 1                | 5                | 6                | 4                | 6                | 0  | 1                    | 1                    | 0                    |                      |                      |
| 2015-2016  | Canadiens de Montréal  | LNH          | 57  | 10               | 10               | 20               | 28               | -                | -  | -                    | -                    | -                    |                      |                      |
| 2015-2016  | Blackhawks de Chicago  | LNH          | 19  | 4                | 1                | 5                | 4                | 4                | 0  | 0                    | 0                    | 0                    |                      |                      |
| Totaux LNH | Totaux LNH             | Totaux LNH   | 657 | 137              | 198              | 335              | 200              | 39               | 4  | 5                    | 9                    | 12                   |                      |                      |

### Statistiques en équipe nationale
| Année | Compétition                          |   | PJ | B | A | Pts | Pun | +/-                |  | Résultat |
| 2002  | Championnat du monde moins de 18 ans | 8 | 1  | 2 | 3 | 2   | +5  | Médaille de bronze |  |          |
| 2003  | Championnat du monde junior          | 6 | 2  | 0 | 2 | 0   | +2  | Sixième place      |  |          |
| 2004  | Championnat du monde junior          | 7 | 2  | 2 | 4 | 2   | +4  | Quatrième place    |  |          |
| 2008  | Championnat du monde                 | 7 | 2  | 3 | 5 | 0   | -1  | Cinquième place    |  |          |
| 2010  | Jeux olympiques                      | 5 | 1  | 2 | 3 | 2   | +1  | Septième place     |  |          |
| 2013  | Championnat du monde                 | 8 | 2  | 0 | 2 | 0   | 0   | Septième place     |  |          |

## Honneurs et trophées
- Nommé dans la deuxième équipe d'étoiles de la division Est de la Ligue de hockey de l'Ouest en 2004.

## Transactions en carrière
- Repêchage de 2002 : réclamé par les Red Wings de Détroit (2e choix de l'équipe, 63e au total).
- 27 février 2004 : échangé par les Red Wings avec leur choix de première tour au repêchage de 2004 (les Capitals réclament avec ce choix Mike Green) et leur choix de quatrième tour au repêchage de 2006 (Luke Lynes) aux Capitals de Washington en retour de Robert Lang.
- 30 novembre 2010 : échangé par les Capitals à l'Avalanche du Colorado en retour de Scott Hannan.
- 1er juillet 2011 : signe en tant qu'agent libre avec les Panthers de la Floride.
- 28 février 2015 : échangé par les Panthers aux Ducks d'Anaheim en retour de Dany Heatley et un choix de troisième tour au repêchage de 2015 (Thomas Schemitsch).
- 4 octobre 2015 : signe en tant qu'agent libre avec les Canadiens de Montréal.
- 26 février 2016 : échangé par les Canadiens aux Blackhawks de Chicago avec Dale Weise contre Phillip Danault et un choix de deuxième tour pour le repêchage de 2018.